# Liste der Monuments historiques in Mey
Die Liste der Monuments historiques in Mey führt die Monuments historiques in der französischen Gemeinde Mey auf.

## Liste der Bauwerke
| Bezeichnung      | Beschreibung                    | Standort                   | Kennzeichnung | Schutzstatus | Datum | Bild           |
| ---------------- | ------------------------------- | -------------------------- | ------------- | ------------ | ----- | -------------- |
| Château Espagne  | aus dem 18. und 19. Jahrhundert | Rue Camille Durutte (Lage) | PA00106922    | Inscrit      | 1986  |                |
| Kirche St-Pierre | aus dem 12. Jahrhundert         | Place de l’Église (Lage)   | PA00106923    | Classé       | 1994  | weitere Bilder |